# سليلات وأشباهها
سليلات وأشباهها أو صانعات أنفاق الأوراق (الاسم العلمي: Nepticuloidea) هي فوق فصيلة من الحشرات يتبع رتيبة ذوات الخرطوم من رتبة حرشفيات الأجنحة.

## التصنيف
- السليلات
  - السليلاوات
    - الأكلبترة